# 球穗扁莎
球穗扁莎（学名：Cyperus flavidus），为莎草科莎草属下的一种植物。